# Конфликт
Конфликтът е сблъсък на интереси, действия, наставления, разбирания и др. Терминът е приложим от момента, в който е започнал конкретния сблъсък, сблъсък на интереси, действия, наставления, разбирания. Произлиза от английския синоним за сблъсък Conflict.
В различните речници и енциклопедии понятието „конфликт“ (лат. conflictus – стълкновение, сблъсък, произлиза от „con“ – с и „fligo“ – блъскам) се определя още и чрез сродните му или синонимни понятия: спор, съперничество, единоборство, борба, скандал, несъвместимост, конкуренция, разногласие, противопоставяне на интереси. Конфликт е стълкновението на поне две противоположности.
Конфликт в ежедневната лексика означава сблъскване на противоположни интереси, стремежи или възгледи. Житейското му тълкуване като спор, кавга, скандал се различава съществено от научната му интерпретация.

## Предпоставки за конфликт
Когато сблъсъкът все още не е започнал, но съществуват предпоставки за неговото възникване, говорим за потенциален конфликт. С това означаваме, че вече съществуват ясни различия между определени интереси, действия, разбирания и др.

## Видове конфликти
В зависимост от нивата и областите, където протичат, конфликтите могат да бъдат:
- междуличностен конфликт
- вътрешноличностен конфликт
- емоционален конфликт
- групов конфликт
- организационен конфликт
- конфликт вътре в общността
- вътрешен конфликт (примери: гражданска война, политически конфликт)
- международен конфликт
- уличен конфликт
- конфликт между общности
- конфликт вътре в общността – обществен конфликт
- идеологически конфликт
- дипломатически конфликт
- икономически конфликт
- военен конфликт
- религиозен конфликт

## Конфликтология
Конфликтологията е сравнително нова, модерна и междудисциплинарна научна област, която изучава различни аспекти на социалните противоречия и стълкновения.

### Във философията
Във философията конфликтът се разглежда като борба на противоположни тенденции в една система (биотична, психична и социална).

### В психологията
В психологичен аспект конфликт възниква тогава, когато се извършва психическа преработка на информация и регулация на поведение и е свързан със силни емоционални преживявания.

## Обект на конфликта
Обект на конфликта е тази ценност (материална или нематериална), към чието притежание се стремят взаимодействащите се страни. На практика всяка материална или духовна ценност от заобикалящия ни свят може да бъде обект на конфликта.

## Предмет на конфликта
Предмет на конфликта е обективно съществуващият или субективно възприеманият проблем, който е причина за конфликтно противодействие между страните.
В научната литература съществуват ярки опити за дефиниране на понятието за конфликт, както и задълбочен анализ на техните основни характеристики и социални проявления.
Социалдарвинистите приемат борбата за базисна характеристика при обяснението на конфликтите, възникващи между хората. Борбата се разбира като конфронтация или противопоставяне между индивиди или групи и може да се прояви под формата на физическо стълкновение между конфликтуващите страни.
Според Кенет Боулдинг чрез точен математически инструментариум, заимстван от теорията на игрите, могат да се изучават почти всички видове конфликти.
Т. Шелинг предлага специфичен теоретико-игрови модел, в който конфликтите се разглеждат като игра със строго съперничество, без наличие на общи интереси или прояви на сътрудничество.
А. Рапорт прилага в практиката теоретико-игровия модел при изследването на междуличностните конфликти (тип сражение, тип игра или тип дебат). Според него всички конфликти, които възникват, могат да се решават с помощта на математически средства.
Психологическият подход при изучаването на конфликтите се отличава с относително най-голяма всеобхватност и задълбоченост, като се абсолютизира психичният компонент, който се издига в качеството на съществен фактор. Според неофройдистите причините за възникване на конфликтите се коренят в сериозното противопоставяне между ценностите на личността и нейното реално положение във физическата невъзможност за тяхното непосредствено удовлетворение.
Според класическата психоанализа (З. Фройд) конфликтите не могат да се избягват, както не може да се предотврати разрушителното им въздействие върху човешката личност. Усилията трябва да бъдат насочени към смекчаване и минимализиране на последиците от тях чрез целенасочени възпитателни въздействия в процеса на социализирането.
К. Хорни допуща, че възникването на неврозите е пряко обусловено от конфликтите и за преодоляване на проблемните ситуации трябва да се полагат сериозни усилия по посока на хармонизиране на собствената личност в съответствие с изискванията на социалната среда.
А. Адлер въвежда понятието психична компенсация, което интерпретира като самозащитна активност, използвана във вид на средство за самоутвърждаване и ефективна защита. Според него трудното детство може да доведе до формиране на определени личностни характеристики като егоцентризъм, невъзможност за съвместна работа с други хора, постоянни усещания за опасност и заплаха.
Според Е. Ериксън вътрешноличностните конфликти възникват като продължение на психосоциалните кризи, проявяващи се във всеки етап от жизненото развитие.
За Е. Фром причината и двигателят за възникване и протичане на социалните противоречия е т.нар. „синдром на разрушението“, включващ в себе си алчност, егоизъм, агресивност и т.н.
Ч. Бренут търси причината за конфликта в нарушението по обективни причини „вътрешно равнище на личността“.
Е. Маслоу твърди, че неудовлетворението на определени човешки потребности може да доведе до възникване на конфликт.
Според концепцията на конфликтуващите съзнания конфликтите се свързват с нееднаквото възприемане на обективната реалност, дължащо се на различните усещания, емоции, мисли, възприятия, интуиция.
По мнението на Т. Парсънз, конфликтите са заложени в самия процес на социализация, в хода на който човек се приобщава към общоприети норми и ценности, типични за съответната култура.
Представителите на доктрините на човешките отношения разглеждат конфликтите като социална болест, която нарушава общественото равновесие и сътрудничество.
Е. Мейо е убеден, че човекът е социален организъм, ориентиран най-вече към груповата работа.
Според Р. Дарендорф конфликтите са неизбежна част от йерархичното организираната социална система и хората трябва да ги приемат и да се научат да ги регулират и контролират в някаква степен.
М. Дойч доразвива теорията за доверие и подозрителност и счита, че поведението на хората в ситуация на конфликт зависи предимно от техните личностни особености, а не толкова от ситуацията.
Теорията за позитивно-функционалния конфликт (Л. Коузър) твърди, че конфликтите са важен вътрешен компонент на социалната система и не са чужди и аномални за обществото.
Представители на френската социологическа мисъл, между които А. Турен, приемат, че конфликтите не са противоречие или бунт, а са по-скоро социална форма за обществено самопроизводство, т.е. обществото се самоизгражда чрез конфликти и обществено движение.